# José Rufino Moniz da Maia
José Rufino Moniz da Maia CvA • ComA • GOA • MPCE (? - 1899) foi um militar português.

## Biografia
Assentou Praça a 30 de Julho de 1856, no Regimento de Infantaria N.º 2, após ter sido aluno do Real Colégio Militar entre 1848 e 1856. Foi promovido a Alferes em 1858, a Tenente em 1867, a Capitão em 1874, a Major, pela reforma do Exército, em 1881, a Tenente-Coronel em 1887, a Coronel em 1890 e a General de Brigada em 1898, sendo, em 1899, reformado no posto de General de Divisão.
Serviu no Regimento de Infantaria N.º 5, no Regimento de Infantaria N.º 10 e no Regimento de Infantaria N.º 23, na Guarda Municipal de Lisboa, e, por último, comandou, durante nove anos, o Regimento de Caçadores N.º 2, donde saiu para o Quadro do Generalato.
Quando se organizou a Expedição para Moçambique, da qual fez parte o 2.º Batalhão do Regimento de Caçadores N.º 2, empregou todos os esforços para que, aos seus subordinados, fossem fornecidos todos os elementos para bem desempenharem a importante Comissão que lhes ia ser confiada.
Era Cavaleiro, Comendador e Grande-Oficial da Ordem de Avis e possuía a Medalha de Prata de Comportamento Exemplar.